# Патрей (царь)
Патрей (др.-греч. Πάτραος) — царь Пеонии 335—310 годов до н. э.

## Биография

Карта Центральных Балкан с обозначением ареалов проживания античных племён

Патрей наследовал царство Ликкею, степень родства с которым неизвестна. В описываемое время Пеония представляла собой автономное образование в составе Македонии. Пеонийцы платили македонянам дань, а их воины служили в македонском войске. Во время походов Александра Македонского в его войске сражалась ила пеонов под командованием брата Патрея Аристона из 200 легковооружённых всадников, каждый из которых имел длинное копьё и короткий меч. Их использовали в качестве разведчиков и застрельщиков перед большими сражениями.
Во время переправы через Тигр Аристон отличился убив в единоборстве начальника персидской конницы Сатропата. По мнению И. Меркера, сражение между Аристоном и Сатропатом нашло отображение в нумизматике. Историк считал, что один из выпусков монет Патрея изображает именно эпизод победы пеонийского царевича над персидским военачальником. Н. Райт отрицал данную гипотезу, считая, что изображение было аллегорическим, а не отображало реальное историческое событие.
Патрей правил Пеонией до 310 года до н. э. Ему наследовал сын Авдолеонт.
Имя Патрея не упомянуто в сохранившихся античных источниках. Информация о его царствовании основана преимущественно на данных нумизматики. При Патрее чеканили несколько типов тетрадрахм весом около 12,93 г., ареал обращения которых включал лишь Пеонию и соседние земли. Согласно предположению Н. Райта, Патрей имел амбиции выйти из подчинения Македонии. Возможно, в какой-то период времени между 331 и 323 годами до н. э. на фоне ослабления центральной македонской власти ему это удалось на короткий промежуток времени, о чём свидетельствует обозначение в одном из античных фрагментов наместника Александра Антипатра как «стратега-автократора македонян, эллинов, иллирийцев, трибаллов и агриан». По мнению историка, отсутствие пеонов в этом списке свидетельствует о кратковременном обретении ими независимости.